# Produkt (czasopismo)
Produkt – magazyn komiksowy wydawany w latach 1999–2004 w Bydgoszczy. Ogółem ukazały się 23 numery.
Redaktorem naczelnym pisma był Michał „Śledziu” Śledziński. Najważniejszymi komiksami wywodzącymi się z Produktu są „Osiedle Swoboda” (wydawane następnie jako samodzielna seria), „Wilq” Bartosza i Tomasza Minkiewiczów (jeden z najpopularniejszych polskich komiksów), „Pokolenia” – saga gangsterska autorstwa Michała Lasoty, „Emilia, Tank i Profesor” Filipa Myszkowskiego oraz „Przygody Zdzicha i Wujasa”.
Większość historii publikowanych na łamach „Produktu” charakteryzowała się nietypowym poczuciem humoru i dużą liczbą wymyślnych przekleństw.
„Produkt” przestał się ukazywać w połowie 2004 roku. W jego miejsce zaczęto wydawać „Osiedle Swoboda”, czyli samodzielną kontynuację najpopularniejszej serii komiksowej Śledzia. Własnego komiksu – Liga Obrońców Planety Ziemia – doczekał się również inny znany rysownik z tego magazynu, KRL. Także Filip Myszkowski i Clarence Weatherspoon wydali osobne albumy serii zaczętej w tym piśmie. Podobnie Marek Lachowicz ze swoim etatowym superbohaterem Człowiekiem Paroovką.